# 中国驻巴林大使列表
本列表为中華人民共和國驻巴林历任大使名录（附中華民國駐巴林歷任代表）。

## 历任中国驻巴林大使

### 中华人民共和国驻巴林大使（1989年至今）
1989年4月18日，中国与巴林正式建立外交关系。1990年3月21日，中国驻巴林大使馆正式开馆。
| 姓名            | 任命           | 任命           | 到任           | 递交国书       | 免职           | 免职           | 离任         | 外交衔级 | 外交职务     | 备注       |
| 姓名            | 全国人大常委会 | 主席           | 到任           | 递交国书       | 全国人大常委会 | 主席           | 离任         | 外交衔级 | 外交职务     | 备注       |
| --------------- | -------------- | -------------- | -------------- | -------------- | -------------- | -------------- | ------------ | -------- | ------------ | ---------- |
| 张维秋          | 不適用         | 不適用         | 1989年11月     | 1989年11月18日 | 不適用         | 不適用         | 1991年1月    |          | 临时代办     | 筹备开馆   |
| 管子怀          | 1989年7月6日   | 1989年10月25日 | 1989年12月     | 1989年12月11日 | 1990年9月7日   | 1990年11月9日  | 1990年9月    | 大使     | 特命全权大使 | 驻科威特兼 |
| 王世杰          | 1990年9月7日   | 1990年11月9日  | 1991年1月      | 1991年1月14日  | 1992年11月7日  | 1993年2月7日   | 1993年1月    | 大使     | 特命全权大使 |            |
| 王小庄          | 1992年11月7日  | 1993年2月7日   | 1993年2月      |                | 1996年8月29日  | 1996年12月18日 | 1996年11月   | 大使     | 特命全权大使 |            |
| 潘祥康          | 1996年8月29日  | 1996年12月18日 | 1996年12月     | 1996年12月10日 | 2000年12月28日 | 2001年7月10日  | 2001年3月    | 大使     | 特命全权大使 |            |
| 杨洪林          | 2000年12月28日 | 2001年7月10日  | 2001年5月      | 2001年5月22日  | 2003年6月28日  | 2003年12月25日 | 2003年10月   | 大使     | 特命全权大使 |            |
| 吴从勇          | 2003年6月28日  | 2003年12月25日 | 2003年12月     |                | 2006年2月28日  | 2006年7月3日   | 2006年6月8日 | 大使     | 特命全权大使 |            |
| 李志国          | 2006年2月28日  | 2006年7月3日   | 2006年6月26日  | 2006年9月5日   | 2009年6月27日  | 2009年11月16日 | 2009年10月   | 大使     | 特命全权大使 |            |
| 杨伟国          | 2009年6月27日  | 2009年11月16日 | 2009年11月18日 | 2010年1月26日  | 2012年2月29日  | 2012年6月18日  | 2012年5月    | 大使     | 特命全权大使 |            |
| 李琛            | 2012年2月29日  | 2012年6月18日  | 2012年6月6日   | 2012年7月3日   | 2014年12月28日 | 2015年4月20日  | 2015年4月    | 大使     | 特命全权大使 |            |
| 戚振宏          | 2014年12月28日 | 2015年4月20日  | 2015年4月20日  | 2015年6月29日  | 2017年11月4日  | 2018年5月4日   | 2017年12月   | 大使     | 特命全权大使 |            |
| 安瓦尔·阿比布拉 | 2017年12月27日 | 2018年5月4日   | 2018年4月19日  | 2018年4月24日  |                | 2023年3月17日  | 2022年12月   | 大使     | 特命全权大使 |            |
| 倪汝池          |                | 2023年3月17日  | 2023年2月20日  | 2023年5月2日   | 现任           |                |              | 大使     | 特命全权大使 |            |